# Írók Gazdasági Egyesülete
Az Írók Gazdasági Egyesülete (avagy IGE) 1932-1944-ig (tizenkét évig) fennálló szervezet volt, mely a Horthy-korszak korabeli íróknak nyújtott gazdasági, szociális, jogi segítséget. Hivatalos taglistája nem volt, mindenki írónak számított, akinek bárhol művei jelentek meg.
A jelenleg is működő Magyar Írószövetség az IGE-t saját történelmi elődjének tekinti.

## Tevékenysége
Az IGE tagnévsort nem vezetett: minden publikáló írót tagnak tekintett.  Rendszeres anyagi támogatásban részesítette az írókat, a pénzt pártoló tagoktól és támogatóktól (intézmények, például plébániák és magánszemélyek, például birtokosok) gyűjtötték, évente kétszer-háromszor 50-100 pengős tételekben osztották ki. Egyes „alapító tagok” több ezer pengőt fizettek a pénztárba, a „pártoló tagok” (vagyis az írók többsége) pedig néhányszor 10 pengőt. A szervezetet a kormány és Budapest város is bizonyos fokú támogatásban részesítette (például kedvezményt adott szállodai tartózkodásra).
A szervezet rendszeres vitákat kezdeményezett, a köztudatban kívánva tartani a magyar irodalommal kapcsolatos közéleti kérdéseket. Évente  előadásokat, táborokat szervezett (az írók számára ingyenes utaztatással és ellátással). Az első nyári táborozást Siófokon, azután (1933-ban) a lillafüredi Palota Szállóban (de Miskolcra és Görömbölytapolcára is elmentek), a harmadik évtől kezdve pedig általában a Margit-szigeti Nagyszállóban tartották. A találkozókon az írótársadalom változatos rétegeket, irányokat képviselő tagjai voltak jelen: például Schöpflin Aladár, Tamási Áron, József Attila, Kodolányi János, Kosztolányi Dezső, Berda József, Erdélyi József, Nagy Lajos, Mécs László, Várnai Zseni, Tersánszky Józsi Jenő, Veres Péter.
A szervezetet sokan támadták, kívülről is, belülről is. Egyesek (helytelenül) jelentéktelennek vagy visszásnak tartották, „a társadalmat pumpoló és segélyező szervezetnek” nevezték (olyanok is, akik korábban nem vetették meg a segélyek elfogadását), és természetesen néha belső vitákat okozott a pénz kezelése.

## Története

### Előzmények
1932 tavaszán való megalakulásában (és egész korai tevékenységében) fontos szerepet játszott Pakots József országgyűlési képviselő, aki ezelőtt is többször felszólalt a képviselőházban a magyar írók nehéz sorsának enyhítése érdekében (és aki hirtelen bekövetkező haláláig az IGE elnöke volt). A megalakításában ezen kívül szerepet játszottak Supka Géza, Somlyó Zoltán, Leleszy Béla, Terescsényi György és Kodolányi János.
Írónak lenni ebben az időben (is) nehéz sorsot jelentett („magyar írónak lenni már nem is csak csapás – luxus”, forgott közszájon, közpapíron a Nyugat köreiben a húszas években). Az 1929-es gazdasági világválság, majd a Bethlen-kormány bukásának éveiben különösen nehézzé vált az írók élete is. A nagy könyvkiadók kezdő íróval nemigen álltak szóba, a szerződések feltétele gyakran az volt, hogy a szerző papíron garantálni tudjon bizonyos számú (50-100, Kodolányi Futótűz c. regényének egyik magánkiadója, Bernáth Tibor 600 példány "előjegyzését" kötötte ki) előfizetőt az új műveire (tehát ő és ismerősei „házaljanak” a még ki sem adott művel). Ha pedig a művet kiadták, hasonló módszerekkel kényszerítették rá az írót, hogy terjesztővé is váljon. Pártfogók, komolyabb kapcsolati tőke híján lévő irodalmár nemigen juthatott szóhoz, főképp nem rendszeresen, biztos megélhetés reményében. Bár hivatalos cenzúra nem volt, politikai okokra hivatkozva a rendőrség könnyen eljárhatott a radikálisnak tekintett eszméket terjesztő sajtótermékek ellen, de a nagyközönség sem feltétlenül a komolyabb irodalmat, hanem a szórakoztató műveket kereste. Az élethalálharcot folytató írók életét sokszor az egymás közti ideológiai ellentétek is nehezítették, a polgári Nyugatba például illegális kommunista író nem írhatott következmények nélkül (nemcsak a Nyugat, hanem a kommunisták is elítélték az ilyesmit).
Nem egy tehetséges író lett öngyilkos, (például Cholnoky László 1929-ben, aki téglákkal tömött zsebbel a Margit híd alatti Dunába ugrott, az ingóvagyonát képező néhány fillért nagylelkű iróniával a Baumgarten-alapítvány rendelkezésére ajánlva), vagy halt bele a nyomorba és betegségekbe (mint Szini Gyula).
Az ilyen esetek megrázták a közvélemény egy részét. Terescsényi György, Somlyó Zoltán és mások Voinovich Géza elnökletével megalakították a Magyar Írók Egyesületét (MIE), mely a magyar írókat tömörítő egyesület kívánt lenni. Hamar kiderült azonban, hogy Voinovich nem kívánja a szervezetet szociális célok szolgálatába is állítani, kizárólag az esztétikai vonatkozások érdeklik. Ezért Terescsényi, Kodolányi, Somlyó új szervezet alapításába kezdtek, mely elnökének Pakots Józsefet kérték fel. Az új szervezet lett az Írók Gazdasági Egyesülete, azaz IGE.

### Pakots elnöksége
Az IGE alakuló közgyűlése 1932. május 23-án volt, de Pakots már a Literatura című folyóirat márciusi számában  nagy feltűnést keltő cikket („Nem lehet tovább hallgatni”) jelentetett meg, és a címlapon a Literatura mint az IGE közlönye szerepelt. A cikk jól összefoglalja a szervezet céljait: az irodalmi válság fő oka az írók szervezetlensége, ezért szükséges a „defenzív védelmi szervezkedés”, a tehetségek „fizikai elzülléstől” való megmentése érdekében.
A szervezet első elnöke Pakots József lett, a főtitkár Supka Géza, a díszelnök pedig Albrecht királyi herceg. A szervezet első alapszabálytervezetét Kodolányi János dolgozta ki, ennek fontosabb pontjait nagy egyetértésben elfogadták, egyhangúlag döntöttek az IGE elnevezésről is, amit Kodolányi javasolt.
A szervezet második gyűlésére elment Supka Géza (akit helyben főtitkárnak választottak), Balassa József nyelvész és Peterdi Andor, Móricz Zsigmond (akit Kodolányi javaslatára helyben társelnöknek választottak), megválasztották a két titkárt, Terescsényit és Kodolányit, az alelnököket: Kárpáti Aurélt, Balassa Józsefet, Földi Mihályt, és Zilahy Lajost; a választmány tagjai lettek többek között Kassák Lajos, Várnai Zseni, Féja Géza, Somlyó Zoltán, Illyés Gyula, Nagy Lajos és Tersánszky Józsi Jenő.
A balatoni íróhét. Szeptember 4–11. között Pakots kezdeményezésére, aki szerette volna a „magyar írók parlamentjének” hagyományát megteremteni, országos tanácskozást tartottak a magyar írók a Balaton mellett (több helységben is sorra szerveztek rendezvényekete), amelyre például külön IGE-vonatokat indított a MÁV, a veszprémi megnyitót Karafiáth Jenő kultuszminiszter tartotta, és megjelent Albrecht királyi herceg is. A rendezvényt Veszprém város, a balatonfüredi, a siófoki és keszthelyi fürdők igazgatóságai is támogatták, Szabó Lőrinc Siófokon egy, a kortárs magyar költészetet bemutató műsort szervezett. A további program is változatos volt: Siófokon az irodalmi cenzúra, a szerzői jogvédelem, továbbá az írók és hozzátartozóik szociális támogatásának problémáiról hangzottak el előadások. Márai Sándor a magyar irodalom külföldi visszhangjáról, Vavrinecz Dezső „A könyvsiker technikájáról”, Turnai Lajos pedig „az író orvosvédelméről” beszélt. „A magyar írók támogatója” címszó alatt Móricz Zsigmond és Laczkó Géza előadását hirdette e program. Az erdélyi alkotó szellem válsága” c. téma ismertetése Ligeti Ernő feladata volt, melyet a többi részt vevő erdélyi író: R. Berde Mária, Tamási Áron, Szántó György és Szentimrei Jenő hozzászólása tett maradandóvá, emlékezetessé. „A magyar líra Arany Jánostól” címmel a jelenlévő költők is színpadra léptek: Erdélyi József, Berda József, József Attila, Mécs László, Lamperth Géza, Kosztolányi Dezső, Falu Tamás, Fenyő László stb. a műsorban szereplő művészek közül Andersen Felicia, Balla Zsuzsa, Lehotay Árpád, Eőry Kató szereplését őrizte meg az emlékezet. A „Mosolygó est” keretében kabarészámokból Szegi Pál szerkesztett sikeres műsort. József Attila is részt vett a rendezvényeken, ennek tanúságául rögtönözte a találkozó emlékkönyvébe a következő négysorost:
Kezdetben volt Pakots
aztán lőn az IGE
köztünk ő a kapocs
azért jöttünk ide.
A szervezet tevékenységi köre – a gyakran napvilága kerülő tévhitekkel ellentétben – több volt puszta segélyezésnél. 1933-ban az egyesület első évéről szóló cikkében Supka vázolta a célkitűzéseket, amelyek hat pontból állnak, s a gazdasági, támogatási tételek közt már ott van az új szerzői törvény kidolgozására, valamint az irodalmi kritika lezüllése elleni küzdelemre vonatkozó rész is. Hamarosan azonban egy minden eddiginél bővebb és pontosabb összefoglalás látott napvilágot, amely 24 pontból állt. Ez volt egyben Pakots József „szellemi végrendelete” is, mivel hirtelen, szívszélhűdésben meghalt (emiatt az IGE 1933. júniusi, lillafüredi találkozója három nap után félbeszakadt).
Pakots közmegelégedésre végezte munkáját, és általában a szervezet is, néhány kisebb botrányt leszámítva (az egyik munkatárs, azelőtt tisztviselő, akit irodavezetőnek vettek fel, nagyobb összeget sikkasztott, ezért Pakots megvált tőle).
Kodolányi János a megalakulástól fogva óriási szervező- és propagálómunkát végzett az egyesületben. Vitázott, összeveszett, megegyezett mindenkivel, akivel éppen lehetséges volt; felolvasott, támogatást utalt ki, vagy támogatásért kilincselt (például József Attila érdekében), adminisztrált, utazott, írt, szónokolt, egyszóval szervezett. 1932-ben a szervezet titkárságát is vállalta Terescsényi Györggyel, később főtitkár, majd társelnök volt 1944-ig.

### Móricz elnöksége
Pakots utóda az elnöki székben rövid időre a társelnök Móricz Zsigmond lett. Móricz – legalábbis Kodolányi 1968-as visszaemlékezése szerint – megbízhatatlan elnöknek bizonyult, a végleges elnök támogatásában tétovázott, akadályozva a normális működést; más tervei (például a Tokaji Borkönyv vagy Az IGE Almanachja kiadása) irreálisak voltak, az adminisztratív teendők nem maradtak meg a fejében; míg Móricz Virág visszaemlékezése szerint a fiatal titkárok „elkedvetlenítették” az elnököt a tevékenységtől. A szervezet vezetése miatt Móricz kevesebb időt fordíthatott írói munkájára. Móricz ezen okok miatt magánlevélben tájékoztatta a titkárokat lemondásáról, és kérte, válasszanak mást. A tagság két részre szakadt, Földi Mihályék Ugron Gábort, Féja Géza és Kodolányi Bajcsy-Zsilinszky Endrét szerették volna. Móricz tétovázott, kit támogasson, Földi és Ugron befolyásos emberek voltak, akik sokat segíthettek volna a szervezetnek, de Bajcsy-Zsilinszkyvel is rokonszenvezett. Ezért lemondását (többek közt arra hivatkozva, hogy a lemondásának fontolgatását tárgyaló levél és titkárokkal való beszélgetések magánjellegűnek minősítendőek) visszavonta, és újra belefogott üzleti tervei megvalósításába, ebben azonban a vele egyet nem értő titkárok akadályozták.
Móricz – miután sikertelenül próbálta egyes üzleti-irodalmi vállalkozásokhoz elnökként a két titkárt megnyerni, először egy vendéglői magánbeszélgetés során – sikertelenül – próbálta őket meggyőzni arról, hogy az adminisztratív feladatokat hárítsák át egy erre alkalmas személyre. Miután terve nem sikerült, és a titkárok nem mondtak le, megbízott egy „erre alkalmas személyt” – Majthényi György írót – bizonyos adminisztratív teendőkkel, többek között a titkárok „sikkasztásainak kivizsgálásával”.
Kodolányi a Magyar Élet c. lap 1942. szeptemberi számában megjelent Móricz-búcsúztató cikkében (melyet a Visszapillantó tükör c. írásában is közreadott az adminisztratív titkárt nevezi meg a sikkasztáskivizsgálási ügy értelmi szerzőjének:
„Amikor az IGE elnöke váratlanul meghalt, Terescsényi Györggyel ketten vezettük testvéri egyetértésben az egyesület irodáját. Valaki elérkezettnek látta az időt, hogy engem kitúrjon, s maga üljön a helyembe. Egy tekintélyes kritikusunk támogatásával meggyőzte Móricz Zsigmondot, az egyesület ideiglenes elnökét, hogy mi nagy buzgalommal sikkasztunk. Az illetőt »adminisztratív titkár« címmel ültette a nyakunkra […]. Átláttunk a szitán, s én, vérig bőszülve a sértésen, egy választmányi ülésen kegyetlen filippikában lepleztem le a szánalmas esetet […], Móricz Zsigmonddal pedig nem érintkeztem többé.”
A Visszapillantó tükör további oldalain található részletesebb visszaemlékezés ezt az interpretációt nem feltétlenül erősíti meg. Ezeken az oldalakon a Kodolányi szerint „gyönge, puha és forgatható” személyiségű Majthényi Kárpáti Aurélt nevezi meg, mint olyan embert, aki kinevezésére rávette Móriczot.
A „közpénz hamis kezelésének” vádjára Kodolányi és Terescsényi természetesen vérig sértődtek, összehívták a választmányi ülést. E vádra válaszul Kodolányi az összehívott választmányi ülésen egy Móricz addigi tevékenységét erősen bíráló, „drámai hangú” beadványt terjesztett elő, felajánlva a titkárok lemondását, sőt a szervezetből való távozását. A választmány két titkos szavazással (mindössze egy-egy ellenszavazattal) elfogadta Kodolányi beadványát, továbbá biztosította a titkárokat bizalmáról. Móricz lemondott a szervezet elnökségéről. Ez egyben hosszú barátságuk megszakadását is jelentette. Az ülés után Móricz bocsánatkérését („Béküljünk ki, János. Felejtsük el mind a ketten, fogjunk kezet.”) Kodolányi tiszteletteljesen bár, de elutasította („Én veled kezet, Zsiga bátyám, többé az életben nem fogok”). E tekintetben élete végéig valóban képtelen volt kibékülni Móricz Zsigmonddal (amint visszaemlékezéseiben írja), noha nem váltak ellenségekké, „köszönő viszonyuk” megmaradt; írásairól és személyéről ezután is a legnagyobb elismeréssel nyilatkozott, amit Móricz néha levélben meg is köszönt az írónak.

### Ugron elnöksége
Móricz lemondása után megoldódott a szervezet elnökválsága. Elnöknek Ugron Gábort választották, aki tíz évig mindenfajta nagyobb „torzsalkodás, botrány, lázongás, elégedetlenség” nélkül vezette a társaságot. Társelnökök Bajcsy-Zsilinszky és Fenyő Miksa lettek. Főtitkárrá Kodolányit választották, egyetlen titkárnak pedig Leleszy-Kovács Bélát, mivel Kodolányi szerint Terescsényi azzal az indoklással, hogy „ő éppolyan joggal lehetne főtitkár”, visszaadta addig vállalt tisztét.

### Az utolsó évek
A nácik a társaságot 1944-ben betiltották (Kodolányi már a német bevonuláskor lemondott, és visszahúzódott balatonakarattyai házába, a szervezet a betiltás miatt ezután már nem sokáig működhetett).

### Külső hivatkozások
- A Magyar Írók Sátora – A Nyugat 1932-es cikke.